# 2024年烏拉爾洪災
2024年乌拉尔大洪水（俄语：Паводок на Урале）是乌拉尔地区发生的自然灾害事故。
由于暴雨和气温急剧上升导致乌拉尔山脉的积雪融化，乌拉尔河水位上涨至危险水位。2024年4月6日，俄羅斯奧爾斯克水壩因烏拉爾河氾濫所導致的洪水而潰決，而影响到俄罗斯奥伦堡地区。
洪灾还影响到库尔干地区、秋明州、鄂木斯克州、巴什基尔、阿尔泰边疆区、以及哈萨克斯坦西部地区。洪灾導致多个地区民眾需緊急疏散。事故中至少有9人受傷，損失估計約為1.29億美元（約合12億盧布）。

## 背景
奧爾斯克水壩始建於2010年，原設計水位為5.5米（18英尺）。然而，在水壩潰決時，該地區遭遇暴雨，並且融雪將烏拉爾河的水位推高至9.6米（31.5英尺）。

## 時序[5]

### 3月20日
在奥伦堡，鉴于积雪量巨大，专家预测会发生严重洪水。据最新估算，积雪储量超出正常水平1.3倍。乌拉尔河地区秋季土壤湿度比2022年水平高出182%，萨克马拉地区则高出152%。

### 4月2日
在奥伦堡，政府切断道路排出冰雪融水，以防止洪水淹没房屋。

### 4月3日
4月3日，由于河水水位上涨，奥伦堡进入紧急状态。一天之内，奥伦堡地区乌拉尔河水位上涨了83厘米，达到了496厘米，奥尔斯克地区上涨了47厘米，目前水位为570厘米。阿克布拉克地区也进入紧急状态。

### 4月5日
俄罗斯紧急情况部部长亚历山大·库伦科夫指示向奥伦堡地区增派救援人员，消除洪水后果，为奥伦堡地区民众提供全面援助。俄罗斯紧急情况部向洪灾地区100多名专家、两架伊尔76飞机以及俄罗斯紧急情况部诺金斯克救援中心的相关设备，除此外，还携带了 20 艘船只、五套越野设备、特种设备、潜水服、救生衣和一个快速部署潜水站。目前，该地区有1,659栋房屋和5,062个庭院被洪水淹没。 2797人被疏散，其中636人是儿童，185人住在临时住宿中心。
奥伦堡地区奥尔斯克发生溃坝。

### 4月6日
奧爾斯克水壩在當晚潰決，導致民眾需緊急疏散。奧爾斯克的官員表示，災情正在迅速惡化，哈薩克總統卡西姆若馬爾特·托卡耶夫稱其為該國80年來最嚴重的自然災害。奧倫堡州州長傑尼斯·帕斯勒也稱此洪災為該地區有史以來最嚴重。
據當局宣稱，初步評估顯示4人在洪災中死亡。然而，根據俄羅斯衛生部的說法，部份找到的屍體與洪水無關。
哈萨克斯坦总统托卡耶夫在向公民发表的讲话中表示，从规模和后果来看，哈萨克斯坦的洪水已成为过去 80 年来最严重的自然灾害。他称目前的情况是一场“多年未见的自然灾害”。包括哈萨克斯坦西部阿特劳在内的十个地区已宣布实行地方紧急状态。在该地区，哲姆河泛滥，淹没了共和国公路；库尔萨里市有2500多间房屋被淹。紧急情况部报告称，该村有 1.2 万人被疏散。地方当局还警告阿特劳市存在洪水风险。

### 4月7日
隨著奧爾斯克石油精煉廠被迫停工，俄羅斯政府宣布聯邦緊急狀態，並警告庫爾干州和秋明州可能發生洪水。據估計，洪水造成的損失約為2.27億美元。
俄羅斯聯邦水文氣象和環境監測局表示，奧倫堡未來三天水位將可能上升至危險水平。當局還指出，當地水力站監測到的「水位異常上漲」是百年一遇的現象。奧倫堡市長謝爾蓋·薩爾明也警告將實施强制疏散。

### 4月8日
數百名居民聚集在奧爾斯克市區，對當地當局表達不滿，指責他們花費巨資卻建造了一座品質低劣的水壩。抗議者高喊「可恥」和「普京，救救我們」。奧爾斯克市長瓦西里·科祖皮察與居民會面，承諾向洪水災民提供經濟援助，並將加強受災地區的治安，防止盜竊事件發生。然而，面對災民的問責，奧倫堡州州長傑尼斯·帕斯勒稱那些不抱怨、幫助對抗水災的公民才是「真正的愛國者」。當局還警告稱，嚴禁「不與政府協調」的集會。
4月8日夜， 伊万诺沃消防救援学院的学员前往俄罗斯受灾地区救援 。

### 4月9日
据俄罗斯建设部新闻处电报频道报道，建设、住房和公共服务部部长伊雷克·费祖林飞往奥伦堡地区评估洪水情况。法祖林代表俄罗斯总统弗拉基米尔·普京前往该地区。
根據《莫斯科時報》的報導指，俄羅斯總統弗拉基米爾·普京的發言人德米特里·佩斯科夫表示，普京目前並無前往洪水泛濫的奧爾斯克和受災地區的計劃。
《The Insider》雜誌指出，儘管奧爾斯克當局承諾加強市內治安，但仍有不少災民投訴遭到搶劫。居民和志工反映，當局先前承諾的安全措施，實則被用來保護市政府建築物和政客，而非居民區的安全，令居民免於搶劫的承諾落空。
奧倫堡市長謝爾蓋·薩爾明在其Telegram頻道發佈警告，當地時間晚上7點，全市將鳴笛示警，提醒市民即將撤離，因水位可能上升至預估的930厘米高峰，超出奧倫堡的範圍並造成更大範圍的洪災。
4月9日晚，奥伦堡当局报告称，河水水位超过930厘米的危险水位，达931厘米。丹尼斯·帕斯勒表示： “乌拉尔和萨克马拉沿线的所有建筑物都有可能落入洪水区域。”

### 4月10日
奥尔斯克市市长瓦西里·科祖皮察(Vasily Kozupitsa)在电报频道中报告说，该市乌拉尔河水位下降了29厘米，达到899厘米。据他介绍，136栋住宅楼被淹，共有6,793间房屋被淹。奥伦堡市政府在其 Telegram 频道中报告称，截至 4 月 10 日上午，奥伦堡乌拉尔河水位在过去 24 小时内上涨了 81 厘米，达到 978 厘米。据专家预测，今日水位将上涨30至70厘米。目前2,616人被疏散，其中包括681名儿童。

### 4月11日
俄罗斯乌拉尔南部奥伦堡市市长谢尔盖·萨尔明告诉塔斯社记者，已有 3,600 多个庭院和 2,000 户家庭被洪水淹没。局势依然困难和紧张。

### 4月12日
俄罗斯乌拉尔地区奥伦堡地区政府在一份声明中表示，共有10,739人从被洪水淹没的房屋和家庭中疏散，其中包括2,094名儿童。共有1,345人，包括235名儿童，住在临时住宿中心，其他人则前往亲戚家寄宿。奥伦堡附近的乌拉尔河水位当地时间凌晨 4:00达1,115 厘米。奥伦堡的洪水预计将在未来 24 小时内达到峰值。四个定居点的电力供应已中断，35 座桥梁已关闭。尽管三个高速公路路段面临被洪水淹没的危险，但联邦高速公路沿线的交通并未受到限制。抗洪救灾工作已投入4500名人员和978台设备。
俄罗斯紧急情况部新闻处向塔斯社报道称，奥伦堡地区乌拉尔河水位超出危险线2米。
奥伦堡市长谢尔盖·萨尔明在telegram频道中敦促 "大公园 "住宅区、"库伊比舍夫 "和 "索尔涅奇尼 "定居点、第 23 小区、"乌拉尔斯卡娅 "和 "东乌兹斯卡娅 "街道、"阿维亚戈罗多克 "和 "奥夫钦戈罗多克 "地区的居民紧急疏散。

### 4月13日
据奥伦堡地区政府Telegram 频道报道“共有13,194人从被洪水淹没的家庭和自留地疏散，其中包括212名儿童在内的1,145人被安置在38个临时安置中心。”据地区当局称，截至周六上午，该地区仍有 12000 多所房屋和 17000 多块家庭土地被洪水淹没。由于洪水，32座桥梁结构的交通中断。

### 4月14日
俄罗斯紧急情况部部长亚历山大·库伦科夫于 4 月 14 日星期日宣布鄂木斯克地区预计将出现第二波和第三波洪水。据俄罗斯紧急情况部新闻处称，目前鄂木斯克州10个区的8栋住宅楼和88块家庭用地被洪水淹没。此外，还有 35 个定居点断绝交通连接。俄罗斯紧急情况部负责人代表俄罗斯总统弗拉基米尔·普京，在该国受洪水影响的地区上空飞行。前一天，库连科夫访问了鄂木斯克地区，与该地区州长维塔利·霍特申科一起评估洪水形势。此前，他考察了阿尔泰边疆区受洪灾地区。
奥伦堡地区管理局报告称，奥伦堡附近乌拉尔河水位超过危险水位255厘米，达到1185厘米。针对奥伦堡地区的报道称，奥伦堡的洪水形势更加恶化。全市有2900多栋住宅楼、4900多户土地被淹。
据奥伦堡地区政府在一份声明中表示：“共有 16,547 人，包括 4,648 名儿童，从被洪水淹没的家庭和花园中撤离，其中 1,094 人，包括 221 名儿童，被安置在 35 个临时住宿点中。“

### 4月15日
库尔干地区1.27万多名居民因洪水情况被疏散，与此同时，该地区正在开展甲型肝炎紧急预防工作，迄今为止，已有 1300 多人接种了疫苗。

### 4月16日
据俄罗斯紧急情况部报告，受洪水影响，33个地区持续发生洪水。全国约有 1.6 万栋住宅和乡村别墅、约 2.8 万块个人土地、111 座桥梁和 84 段道路仍淹没在水中。据该部门称，最困难的情况出现在库尔干和秋明地区。在库尔干斯卡亚，托博尔河的水位正在迅速上涨。在库尔干地区的六个市辖区，305 栋住宅楼和 685 个家庭用地仍然被洪水淹没。

### 4月17日
因洪水，交警限制库尔干地区额尔齐斯公路交通。俄罗斯内务部库尔干交警局新闻处称，由于托博尔河水位大幅上涨以及居民持续疏散，不建议在秋明入口处的车里雅宾斯克-库尔干-鄂木斯克-新西伯利亚路段通行。

### 4月18日
哈萨克斯坦共和国内政部第一副部长马拉特·科扎耶夫在参议院间隙表示，洪水造成7人死亡。
在秋明地区，由于洪水，俄罗斯通往哈萨克斯坦的伊希姆-喀山-哈萨克斯坦边境高速公路第56至57公里路段实施了交通限制。
秋明高等军事工程指挥学校的工兵代表州长在伊希姆附近的几个地方炸毁了冰块。地方政府解释说，这样做是为了防止城市附近积水。

### 4月19日
4 月 19 日，秋明州伊希姆市附近的河流水位一天内上涨了 3 米以上。

### 4月20日
继奥尔斯克和奥伦堡之后，洪水来到库尔干和秋明地区。紧急情况部部长亚历山大·库伦科夫称库尔干地区洪水形势紧张，托博尔河水位不断上涨，部分地区已达到十米。当局指出，自 1994 年以来，这种情况从未发生过。在秋明地区，伊希姆河正在打破1947年来的最高记录。

### 4月21日
俄罗斯紧急情况部4月21日报告称，秋明地区洪灾地区已有3000多人被疏散，其中418人被安置在临时住宿中心。据该部门称，该地区有 98 栋房屋、444 栋乡村别墅和 646 块家庭用地被洪水淹没。在秋明州伊希姆，当局发现大坝渗漏后立即用沙袋加固。

### 4月22日
由于秋明地区发生洪水，阿巴茨基地区五个定居点的居民被疏散。

### 4月23日
根据最新数据，俄罗斯联邦境内仍有超过1.47万块和近2.9万块农用地被洪水淹没。洪水对奥伦堡地区造成的损失最为严重，该地区有 12300 所房屋被淹。

### 4月24日
阿尔泰边疆区因洪水导致19个市镇114个定居点的约720栋住宅楼、3500块家庭用地、15段道路和1座低水位桥梁被洪水淹没。当局向近 1200 名洪水灾民提供了经济援助。

### 4月25日
在奥伦堡地区，24 小时内恢复了 20700 个用户的天然气供应；由于洪水的影响，11900 个用户仍然没有天然气。

### 4月26日
4月25日，俄羅斯總統普丁表示，應防止受災公民的必需品價格上漲。
截至4月26日上午，奥伦堡地区仍有11,530栋住宅楼和17,905个家庭用地被淹。
巴什基尔共和国巴卡林斯基、拜馬克斯基、比日布爾雅克斯基、米亞金斯基和奇什明斯基地區以及烏法市都發生了洪水。其中，一棟花園洋房、804塊園地、10條道路和3座低水位橋樑被淹沒。

### 4月27日
奥伦堡地区 1700 多座被洪水淹没而受损的房屋将被拆除，洪涝地区2805栋居民楼、3524户用地被清理干净，已对2238户民房、1060块用地进行了处理消毒。
秋明州伊希姆地區總共有 707 棟住宅和鄉村房屋、2,875 個家庭用地和 22 個路段被淹沒。迄今為止，已有超過5,100名居民被疏散。

## 損失
奧倫堡州的奧爾斯克水壩潰決事故造成超過10億盧布的嚴重損失，並有10000處民宅被洪水淹没。當局緊急疏散超過4000人。俄羅斯政府也因此宣布了聯邦緊急狀態。據報導指，當地40所學校中有15所被洪水淹没，造成3名兒童和6名成年人受傷，但傷勢並不嚴重。當局預計洪水將在4月9日達到峰值，並於4月20日後逐漸「穩定」。

## 灾害补偿[54]
奥伦堡地区社会发展部长埃琳娜·斯拉德科娃 (Elena Sladkova) 表示，可以依靠四种补偿方式。
- 每人一次性经济援助金额为2万卢布。
- 基本财产部分损失每人 补偿5 万卢布，全部损失 10 万卢布。
- 如果洪水对健康造成轻微损害，一次性付款为20万卢布，对健康造成严重或中度损害的一次性补偿为40万卢布。
- 如果家庭成员在洪水中死亡，赔偿金额为100万卢布。

## 反應
4月8日，奧爾斯克市居民聚集在市中心廣場，抗議地方政府提供的災後賠償不足，以及未能修復水壩的結構缺陷。示威者也呼籲俄羅斯總統普京介入。普京隨即下令成立政府委員會監督救災工作，並派遣應急事務部長亞歷山大·庫倫科夫前往奧倫堡州協助救災。奧倫堡州州長帕斯勒承諾向流離失所的居民提供為期六個月的每月10000盧布（約108美元）補償款。俄羅斯聯邦偵查委員會也針對水壩潰決事故展開刑事調查，重點調查是否有違反建築安全法規和疏忽大意的行為。此外，當局也進行了甲型肝炎疫苗接種。
朝鮮民主主義人民共和國領導人金正恩向俄方表達慰問，並表示「朝鮮人民永遠與俄羅斯人民站在一起」。
巴西政府向哈萨克斯坦和俄罗斯人民和政府，特别是受自然灾害影响的人民表示声援。